# Paweł Szydło

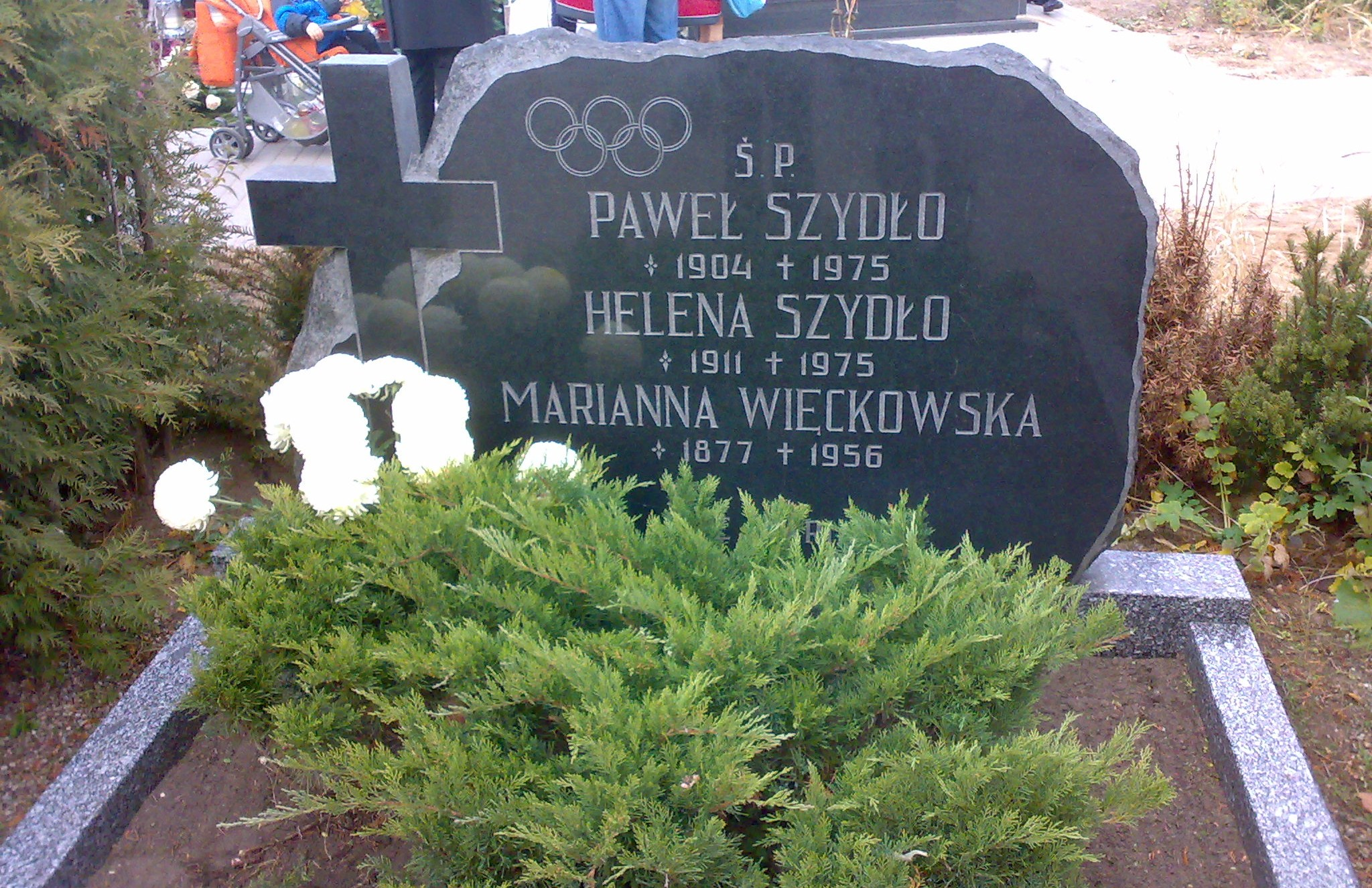
Grób Pawła Szydło na Cmentarzu Junikowskim w Poznaniu (aleja zasłużonych)

Paweł Szydło (ur. 26 czerwca 1904 w Wirku, zm. 1 lutego 1975) – polski bokser i trener pięściarski. 
W 1923 roku wyemigrował do Francji, gdzie w 1925 podpisał zawodowy kontrakt, po krótkiej karierze zawodniczej w 1930 otworzył we Francji szkołę bokserską, którą prowadził najpierw z olimpijczykiem z 1924 roku z Paryża Adamem Świtkiem, a potem sam. Trenowali tam zarówno pięściarze amatorscy, jak i zawodowcy. Wśród tych ostatnich niezłą renomę uzyskali pięściarze polskiego pochodzenia: Pol Jut (waga średnia), Kid Polan (waga lekka) czy Marceli Pawlaczyk (waga ciężka), których Szydło przywiózł do Polski w 1933 roku na parę mityngów profesjonalnych. Po powrocie do kraju trenował bokserów m.in. Warty Poznań, po wojnie był trenerm: Batorego Chorzów, Gwardii Słupsk, Budowlanych Poznań, Turowa Zgorzelec oraz ponownie Warty Poznań. Od 1951 wspólnie z Feliksem Stammem przygotowywał kadrę narodową polskich bokserów do pięciu kolejnych Igrzysk Olimpijskich 1952–1968. 
W 1953 został odznaczony Srebrnym Krzyżem Zasługi za zasługi i osiągnięcia w dziedzinie kultury fizycznej i sportu.